# Homo antecessor
Homo antecessor este o specie dispărută de hominid, care a trăit între 800.000 și 1,2 milioane de ani în urmă.

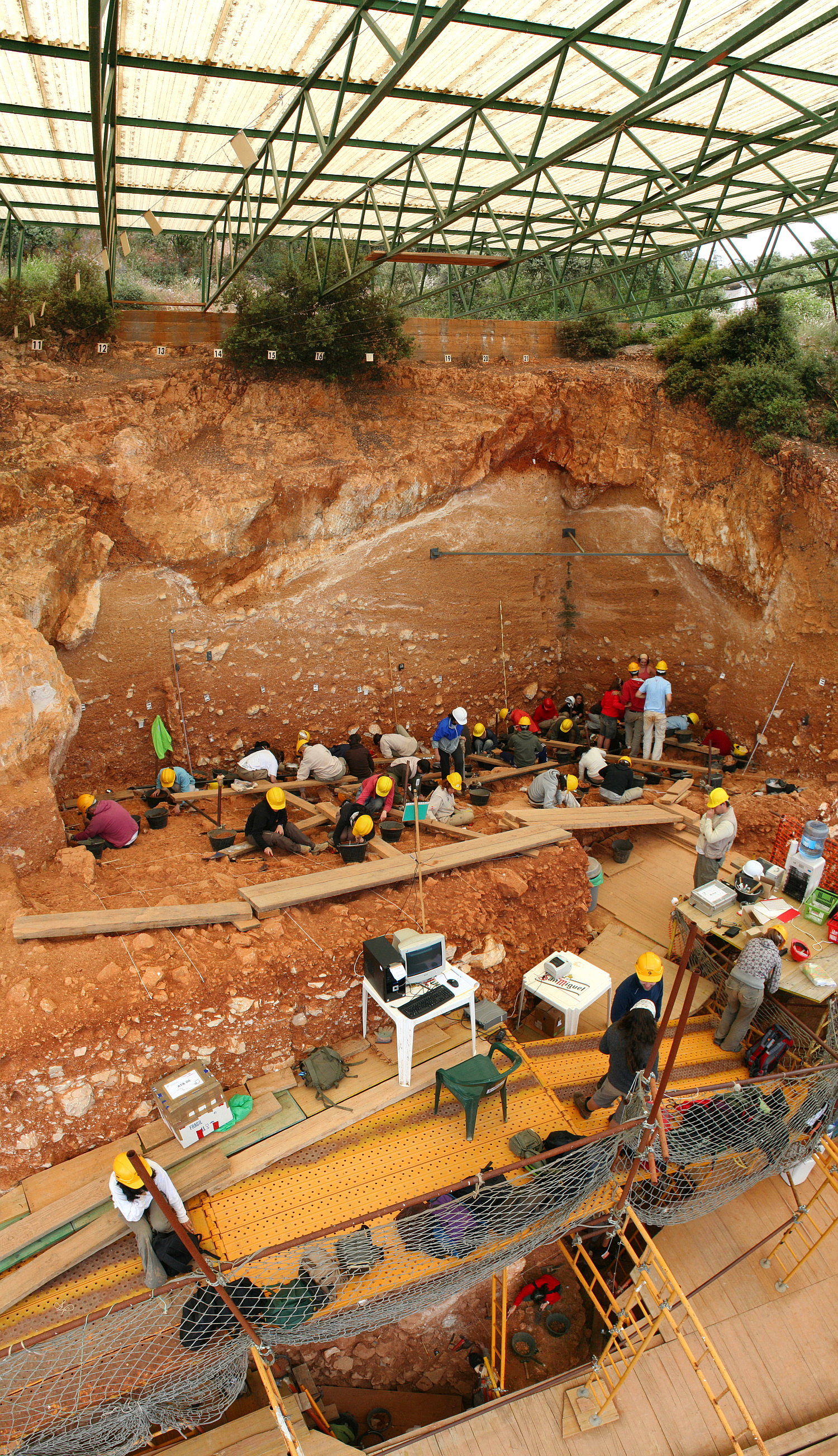
Șantierul de săpături paleontologice de la dolina Pano (Spania).